# 橘木俊詔
橘木 俊詔（たちばなき としあき、1943年8月8日 - ）は、日本の経済学者。経済学博士（京都大学・1998年）。京都大学名誉教授。京都女子大学客員教授、元同志社大学経済学部特別客員教授。専攻は労働経済学。

## 人物
兵庫県出身。灘高等学校を経て、1967年小樽商科大学商学部卒業。1969年大阪大学大学院経済学研究科修士課程修了。1973年ジョンズ・ホプキンス大学大学院博士課程修了。
大阪大学教養部助教授を経て、1979年京都大学経済研究所助教授、1986年教授。2003年同大学院経済学研究科教授、2007年定年退任、名誉教授。
2007年4月より同志社大学経済学部教授、同志社大学ライフリスク研究センター長。2005年10月 - 2011年9月日本学術会議会員。2014年京都女子大学客員教授。

## 経歴

### 学歴
- 1967年　小樽商科大学商学部卒業
- 1969年　大阪大学大学院経済学研究科修士課程修了
- 1973年　米国ジョンズ・ホプキンス大学大学院博士課程修了 (Ph.D.)
- 1998年　経済学博士（京都大学）

### 履歴
- 1974年1月 - 1976年9月　フランス国立統計経済研究所客員研究員、パリ
- 1976年10月 - 1977年9月　経済協力開発機構 (OECD) エコノミスト、パリ
- 1977年10月 - 1979年3月　大阪大学教養部助教授
- 1979年　京都大学経済研究所助教授
- 1986年　同教授
- 2003年　京都大学大学院経済学研究科・経済学部教授
- 2007年　定年退任、名誉教授、同志社大学経済学部教授
- 2009年　同志社大学経済学部特別客員教授、同志社大学ライフリスク研究センター長
- 2014年　京都女子大学客員教授

### その他
- スタンフォード大学経済学部客員准教授、1980年9月 - 1981年8月
- エセックス大学客員教授、コルチェスター、英国、1985年1月 - 1985年3月
- ロンドン大学経済政治学院 (LSE) 客員研究員　1985年4月 - 12月
- ベルリン国際経営研究センター客員研究員、1986年7月 - 1986年9月
- 経済企画庁経済研究所客員主任研究官、1987年7月 - 1990年3月
- 日本銀行金融研究所客員研究員、1988年4月 - 1990年3月
- 国際通貨基金 (IMF) 客員研究員、ワシントンDC　1988年8月 - 10月
- 郵政省郵政研究所特別研究官、1990年5月 - 1993年4月
- 通産省通産研究所特別研究官、1994年8月 - 1997年8月
- 財務省財務総合研究所特別研究官、1994年6月 - 現在
- 東京大学大学院経済学研究科客員教授、1998年10月 - 2000年3月（併任）
- 経済産業省経済産業研究所ファカルティ・フェロー、2001年4月 - 2006年3月
- 内閣府男女共同参画会議議員、2001年4月 - （現在併任中）
- 日本学術会議会員、2005年10月 - 2011年9月

### 学会への関与
- 理事、日本経済学会、1993年4月 - 1996年3月
- 理事、日本ファイナンス学会、1995年4月 - 1997年3月
- 常任理事、日本経済学会、1996年4月 - 1999年3月
- 理事、日本経済学会、2002年4月 - 2005年3月
- 副会長、日本経済学会、2004年4月 - 2005年3月
- 会長、日本経済学会、2005年4月 - 2006年3月

## 主張
北欧的な高福祉・高負担による経済政策を主張している。（『格差社会 何が問題なのか』岩波書店）

## 著書

### 単著
- 『昇進のしくみ』（東洋経済新報社　1997年）
- 『ライフサイクルの経済学』（ちくま新書　1997年）
- 『日本の経済格差　所得と資産から考える』（岩波新書　1998年）
- 『セーフティ・ネットの経済学』（日本経済新聞社　2000年）
- 『失業克服の経済学』（岩波書店　2002年）
- 『安心の経済学　ライフサイクルのリスクにどう対処するか』（岩波書店　2002年）
- 『脱フリーター社会　大人たちにできること』（東洋経済新報社　2004年）
- 『家計からみる日本経済』（岩波新書　2004年）…第25回石橋湛山賞受賞
- 『消費税15%による年金改革』（東洋経済新報社　2005年）
- 『企業福祉の終焉　格差の時代にどう対応すべきか』（中公新書　2005年）
- 『格差社会　何が問題なのか』（岩波新書　2006年）
- 『アメリカ型不安社会でいいのか　格差・年金・失業・少子化問題への処方せん』（朝日選書、2006年）
- 『女女格差』（東洋経済新報社、2008年）
- 『早稲田と慶応 名門私大の栄光と影』（講談社現代新書、2008年）
- 『東京大学　エリート養成機関の盛衰』（岩波書店、2009年）
- 『日本の教育格差』（岩波新書、2010年）
- 『無縁社会の正体　血縁・地縁・社縁はいかに崩壊したか』（PHP研究所、2011年）
- 『京都三大学　京大・同志社・立命館-東大・早慶への対抗』（岩波書店、2011年）
- 『三商大　東京・大阪・神戸　日本のビジネス教育の源流』（岩波書店、2012年）
- 『学歴入門』河出書房新社　14歳の世渡り術　2013 のち文庫
- 『「幸せ」の経済学』岩波書店、2013
- 『公立vs私立』（ベスト新書、2014年）
- 『経済学部タチバナキ教授が見たニッポンの大学教授と大学生』（東洋経済新報社、2015年）
- 『フランス産エリートはなぜ凄いのか』中公新書ラクレ 2015年
- 『日本人と経済―労働・生活の視点から』東洋経済新報社、2015年
- 『新しい幸福論』岩波新書、2016年
- 『21世紀日本の格差』岩波書店、2016年
- 『プロ野球の経済学 労働経済学の視点で捉えた選手、球団経営、リーグ運営』東洋経済新報社、2016年
- 『老老格差』青土社, 2016.5
- 『青春放浪から格差の経済学へ』(シリーズ「自伝」my life my world) ミネルヴァ書房, 2016.8
- 『東大VS京大 その"実力"を比較する』祥伝社新書 2016.9
- 『家計の経済学』岩波書店, 2017.1
- 『遺伝か、能力か、環境か、努力か、運なのか 人生は何で決まるのか』平凡社新書 2017.12
- 『お金持ちの行動学』宝島社, 2017.3
- 『子ども格差の経済学 「塾、習い事」に行ける子・行けない子』東洋経済新報社, 2017.7
- 『男性という孤独な存在 なぜ独身が増加し、父親は無力化したのか』PHP新書 2018.1
- 『福祉と格差の思想史』 (ミネルヴァ現代叢書 ミネルヴァ書房, 2018.2
- 『ポピュリズムと経済 グローバリズム、格差、民主主義をめぐる世界的問題』ナカニシヤ出版, 2018.7
- 『定年後の経済学』PHP研究所, 2019.1
- 『日本の経済学史』法律文化社, 2019.10
- 『"フランスかぶれ"ニッポン』藤原書店, 2019.11
- 『社会保障入門』ミネルヴァ書房, 2019.12
- 『「地元チーム」がある幸福 スポーツと地方分権』集英社新書, 2019.9
- 『女子の選択』東洋経済新報社, 2020.2
- 『中年格差』青土社, 2020.8
- 『教育格差の経済学 何が子どもの将来を決めるのか』NHK出版新書, 2020.8
- 『阪神VS巨人 「大阪」VS「東京」の代理戦争』潮出版社 潮新書, 2020.9
- 『渋沢栄一　変わり身の早さと未来を見抜く眼力』平凡社新書, 2020.11
- 『日本大学の研究 歴史から経営・教育理念、そして卒業生まで』青土社, 2021.9
- 『津田梅子 明治の高学歴女子の生き方』平凡社新書, 2022.2
- 『五代友厚 渋沢栄一と並び称される大阪の経済人』平凡社新書, 2023.9

### 共著
- 『労働経済学入門』（太田聡一・有斐閣・2004年）
- 『封印される不平等』（斎藤貴男・苅谷剛彦・佐藤俊樹・東洋経済新報社・2004年）
- 『日本のお金持ち研究』（森剛志・日本経済新聞社・2005年）のち文庫
- 『日本の貧困研究』（浦川邦夫・東京大学出版会・2006年）
- 『家族の経済学 お金と絆のせめぎあい』（木村匡子 NTT出版 2008年）
- 『学歴格差の経済学』（松浦司 勁草書房 2009年）
- 『夫婦格差社会 二極化する結婚のかたち』迫田さやか共著　中公新書 2013
- 『愛と経済のバトルロイヤル　経済×文学から格差社会を語る』佐伯順子対談　青土社、2016年
- 『世襲格差社会　機会は不平等なのか』参鍋篤司共著　中公新書、2016年
- 『幸福感の統計分析』髙松里江共著. 岩波書店, 2018.9
- 『離婚の経済学 愛と別れの論理』(講談社現代新書 迫田さやか共著. 2020.4

### 編著
- 『ライフサイクルとリスク』（東洋経済新報社・2001年）
- 『安心して好きな仕事ができますか』（東洋経済新報社・2003年）
- 『戦後日本経済を検証する』（東京大学出版会・2003年）
- 『リスク社会を生きる』（岩波書店・2004年）
- 『現代女性の労働・結婚・子育て』（ミネルヴァ書房・2005年）
- 『企業の一生の経済学 中小企業のライフサイクルと日本経済の活性化』（安田武彦共編 ナカニシヤ出版 2006年）
- 『日本経済の実証分析 失われた10年を乗り越えて』（東洋経済新報社 2007年）

### 雑誌
- 『“日本のピケティ”が見た日本の格差拡大』（日経ビジネスオンライン・2015年3月2日）